# Erwin Raisp von Caliga
Erwin Raisp von Caliga (německy Erwin Thaddäus Raisp Edler von Caliga) (12. srpna 1862 Vídeň – 15. října 1915 Vídeň) byl rakousko-uherský admirál. Jako absolvent námořní akademie sloužil u c. k. námořnictva od roku 1881 a vystřídal službu na různých lodích i v námořní administraci v přístavech a na ministerstvu války. V roce 1913 byl povýšen na kontradmirála a na začátku první světové války byl jako zástupce námořnictva přidělen k vrchnímu velení armády. Inicioval součinnost armády a námořnictva na Jadranu, již v roce 1915 ale zemřel na rakovinu.

## Biografie

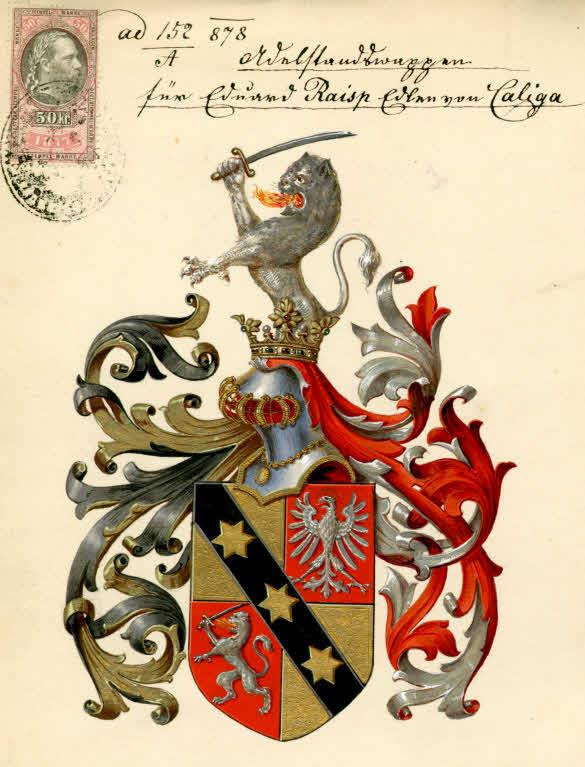
Erb rodu Raisp von Caliga udělený při povýšení do šlechtického stavu (1878)

Narodil se ve Vídni jako starší syn c. k. plukovníka Eduarda Raispa (1826–1880). Studoval na německém gymnáziu v Olomouci a v letech 1877–1881 na C. k. námořní akademii v Rijece. K námořnictvu nastoupil jako kadet v roce 1881 a kromě služby na různých lodích si doplnil vzdělání u Hydrografického úřadu v Pule. Na korvetě SMS Zrínyi absolvoval v letech 1885–1886 cestu do Karibiku a v roce 1886 získal hodnost praporčíka. Sloužil na torpédových člunech, ale také u námořního arzenálu v Pule nebo u jednotek námořní pěchoty. V roce 1892 byl povýšen na poručíka II. třídy a kromě služby na dalších lodích působil v letech 1893–1895 u Námořního technického výboru. Jako poručík I. třídy (1895) byl přidělen k prezidiální kanceláři námořní sekce na ministerstvu války (1897–1899), později sloužil mimo jiné na výcvikových lodích.

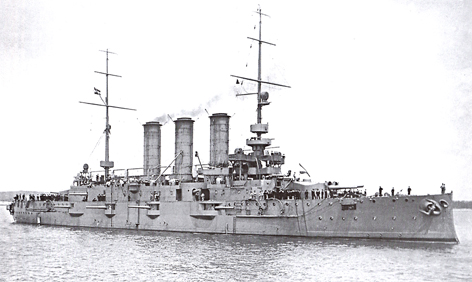
Křižník SMS Erzherzog Karl, vlajková loď Erwina Raispa 1911–1912

Jako první důstojník na křižníku SMS Zenta se v letech 1902–1903 zúčastnil plavby k břehům Afriky a jižní Ameriky. Po návratu byl velitelem obrněné lodi SMS Prinz Eugen a k datu 1. listopadu 1905 byl povýšen na korvetního kapitána. Následně byl velitelem torpédoborce SMS Huszár (1905-1906) a poté byl přednostou IV. oddělení Námořního technického výboru. Několikrát byl také velitelem admirálské jachty SMS Lacroma, vlajkové lodi vrchního velitele námořnictva Rudolfa Montecuccoliho. Jako fregatní kapitán (1. května 1908) byl následně šéfem štábu divize a eskadry a již 1. listopadu 1910 dosáhl hodnosti kapitána řadové lodi. V letech 1911–1912 velitelem křižníku SMS Erzherzog Karl a v roce 1912 bitevní lodi SMS Habsburg.
V roce 1913 byl jmenován prezidentem Námořního kontrolního úřadu (Marinekontrollamt) a k datu 1. listopadu 1913 získal hodnost kontradmirála. Na začátku první světové války byl v červenci 1914 jako zástupce námořnictva přidělen k vrchnímu velení armády a ve spolupráci s náčelníkem generálního štábu Franzem Conradem usiloval o koordinaci pozemní a námořní války. Prosazoval myšlenku vylodění rakousko-uherské flotily v Černém moři, což ale odmítal vrchní velitel námořnictva Anton Haus.
Zemřel ve Vídni 15. října 1915 na následky rakoviny hrtanu ve věku 53 let a byl pohřben na vídeňském Centrálním hřbitově.
Od roku 1891 byl ženatý s Olgou, rozenou Gibara (1862–1947). Jejich syn Erich (1893–1983) byl právníkem.

## Tituly a ocenění
Byl uživatelem šlechtického titulu s predikátem Edler von Caliga, který získal jeho otec v roce 1878. Během služby u námořnictva se stal nositelem vysokých vyznamenání v Rakousku-Uhersku i v zahraničí.

### Rakousko-Uhersko
- Jubilejní pamětní medaile (1898)
- Vojenská záslužná medaile (1902)
- Služební odznak pro důstojníky III. třídy (1906)
- Vojenský jubilejní kříž (1908)
- Vojenský záslužný kříž (1910)
- Mobilizační kříž (1913)
- Řád železné koruny III. třídy (1913)
- rytířský kříž Leopoldova řádu (1914) s válečnou dekorací
- Bronzová vojenská záslužná medaile s válečnou dekorací (1915)

### Zahraničí
- Řád svatého Olafa I. třídy (1903, Norsko)
- Řád zářící hvězdy II. třídy (1903, Zanzibar)
- Řád slávy III. třídy (1904, Tunisko)
- Řád Osmanie III. třídy (1906, Osmanská říše)
- Řád pruské koruny II. třídy (1909, Německo)
- Železný kříž II. třídy (1915, Německo)